# Daniela Gergeltsjewa
Daniela Gergeltsjewa (Bulgaars: Даниела Гергелчева) (Momtsjilgrad (Kardzjali), 20 juli 1964) is een Bulgaars tafeltennisspeelster. Zij werd in Göteborg 1990 Europees kampioene in het enkelspel, door in de finale af te rekenen met de voor Zwitserland uitkomende Yong Tu.

## Sportieve loopbaan
Gergeltschewa debuteerde op de Europese kampioenschappen in 1984, maar was daarop nooit verder gekomen dan de laatste zestien toen ze in 1990 plots in de finale opdook. Het zou de enige EK-finale van haar carrière blijken, maar wel een die ze meteen verzilverde. Datzelfde jaar haalde de Bulgaarse samen met Ding Yi de halve finale van het EK gemengd dubbel, waarmee ze in beide disciplines haar beste prestatie in zes EK-deelnames neerzette. De Europese titel was voor Gergeltschewa een kroon op haar internationale loopbaan. Deze volgde op twee bronzen medailles die ze won op de Europa Top-12 van 1986 en van 1989. Voor dit toernooi plaatste ze zich tussen 1986 en 1994 zeven keer. Alleen op de edities van 1988 en 1991 was ze afwezig.
Gergeltschewa speelde op mondiaal niveau een bescheidener rol. Tijdens haar acht deelnames aan de wereldkampioenschappen tafeltennis (1979-1995) kwam ze nooit verder dan bij de laatste zestien in het enkelspeltoernooi (in 1987 en 1989), noch in het dubbelspel (in 1987), noch in het gemengd dubbel (in 1989). De Bulgaarse vertegenwoordigde haar geboorteland op zowel de Olympische Zomerspelen 1988 als die van 1992, beide keren in het enkelspel. De eerste keer bereikte ze de laatste zestien, bij haar tweede deelname was haar toernooi na één speelronde over.